# Lacipa sexpunctata
Lacipa sexpunctata is een vlinder uit de familie spinneruilen (Erebidae), onderfamilie donsvlinders (Lymantriinae). De wetenschappelijke naam van deze soort is voor het eerst geldig gepubliceerd in 1897 door Distant.
De soort komt voor in tropisch Afrika.